# Пётр Второй (линейный корабль, 1728)
«Пётр Второй» или «Пётр II» — парусный линейный корабль Балтийского флота Российской империи, головной корабль серии кораблей одноимённого типа, участник Войны за польское наследство.

## Описание судна
Представитель серии парусных 54-пушечных линейных кораблей одноимённого типа, строившихся с 1724 по 1768 год на верфях Архангельска и Санкт-Петербурга. Всего в рамках серии было построено девятнадцать линейных кораблей.
Длина корабля по сведениям из различных источников составляла 43,57—43,6 метра, ширина от 11,6 до 11,7 метра, а осадка от 5,1 до 5,5 метра. Вооружение судна составляли 54 орудия, включавшие восемнадцати-, восьми- и четырёхфунтовые пушки, а экипаж состоял из 440 человек.
Корабль был назван в честь российского императора Петра II.

## История службы
Линейный корабль «Пётр Второй» был заложен на верфях Санкт-Петербургского адмиралтейства 10 (21) марта 1724 года и после спуска на воду 22 мая (2 июня) 1728 года вошёл в состав Балтийского флота России. Строительство вёл корабельный мастер в ранге капитан-командора Осип Най.
В 1729 году принимал участие в практическом плавании эскадры кораблей Балтийского флота в Финском заливе до Красной Горки, в 1732 году — между Красной Горкой и Стирсудденом и в 1733 году — вновь у Красной Горки.
В 1734 году во время Войны за польское наследство принимал участие в боевых действиях под Данцигом. 15 (26) мая в составе эскадры адмирала Томаса Гордона вышел из Кронштадта в направлении Пиллау и Данцига и по прибытии к Данцигу 27 мая (7 июня) принял участие в блокаде крепости с моря. 30 мая (10 июня) командир корабля капитан полковничьего ранга Никлас Штром приказом флагмана был смещён с должности, оставаясь на нём, но уже «без команды». 1 (12) июня корабль принимал участие в прикрытии высадки российских войск и выгрузки осадной артиллерии, после чего в июне входил в составе отряда капитана полковничьего ранга Бориса Лебядникова, который находился в крейсерском плавании у Геля, обеспечивая морскую блокаду Данцига. 2 (13) июля года вместе с другими судами эскадры вернулся в Кронштадт.
С мая по июнь следующего 1735 года корабль использовался для перевозки ржи из Риги в Кронштадт. В 1736 году в составе отряда кораблей Балтийского флота принимал участие в практическом плавании в Финском заливе между Красной Горкой и Стирсудденом.
Корабль «Пётр Второй» был разобран после 1739 года.

## Командиры корабля
Командирами линейного корабля «Пётр Второй» в разное время служили:
- капитан 2-го ранга П. Бенс (1729 год)[комм. 5][10];
- капитан 2-го ранга Я. С. Барш (1732 год)[комм. 6][11];
- капитан 3-го ранга П. Дефремери (1732 год)[12];
- капитан полковничьего ранга М. Тем (1733 год)[комм. 7][13];
- капитан полковничьего ранга Н. Штром (до 30 мая (10 июня) 1734 года)[комм. 8][14];
- капитан полковничьего ранга барон Г. фон-Шлейниц (с 30 мая (10 июня) 1734 года)[15];
- капитан полковничьего ранга Б. Лебядников (1735 год)[16];
- капитан полковничьего ранга Д. Никлас (1736 год)[комм. 9][17];
- капитан полковничьего ранга Я. Дюсен (1736 год)[комм. 10][18].

### Комментарии
1. ↑  Также в серию входили линейные корабли «Выборг», «Новая Надежда», «Северная Звезда», «Азов», «Астрахань», «Святой Андрей», «Кронштадт», «Святой Пантелеймон», «Святой Исаакий», «Святой Николай», «Шлиссельбург», «Азия», два корабля «Нептунус» 1736 и 1758 годов постройки, два корабля «Город Архангельск» 1735 и 1761 годов постройки и два корабля «Варахаил» 1749 и 1752 годов постройки.
2. ↑  143 фута.
3. ↑  38 футов.
4. ↑  16 футов 7 дюймов.
5. ↑  Оригинал имени Pieter Bens.
6. ↑  Был назначен командовать кораблём по росписанию, однако фактически находился в составе портовой комиссии при петербургском адмиралтействе.
7. ↑  Оригинал имени M. Tem.
8. ↑  В русской транслитерации также встречаются варианты написания фамилии Стром и Штрем.
9. ↑  Англичанин на русской службе, оригинал имени Jon Niclas. Назначен командиром корабля по росписанию, однако фактически в этот период времени командовал другим кораблём «Основанием Благополучия».
10. ↑  Оригинал имени I. D. Doussen, в русской транслитерации также встречается вариант написания фамилии Дусен.